# Iłów (plaats)
Iłów is een dorp in het Poolse woiwodschap Mazovië, in het district Sochaczewski. De plaats maakt deel uit van de gemeente Iłów en telt 690 inwoners.